# At Your Best (You Are Love)
At Your Best (You Are Love) è un singolo della cantante statunitense Aaliyah, pubblicato il 22 agosto 1994 come secondo estratto dal primo album in studio Age Ain't Nothing but a Number. Il brano è una cover di una canzone del 1976 del gruppo R&B The Isley Brothers, scritta dai membri del gruppo in collaborazione con Chris Jasper e dedicato alla loro madre. La versione di Aaliyah ha raggiuto la posizione numero 2 della Hot R&B/Hip-Hop Songs di Billboard ed è entrata nella Top10 della Billboard Hot 100, grazie soprattutto alla versione remix.

## Video musicale
Anche il videoclip di At Your Best (You Are Love), come quello di Back and Forth, è stato diretto da Millicent Shelton, ed è stato girato insieme a Summer Bunnies di R. Kelly. Il video, che utilizza l'audio del remix di R. Kelly del singolo, è ambientato tra strade e vicoli urbani, e mostra la cantante mentre esegue il pezzo in uno studio di registrazione improvvisato in un vicolo. R. Kelly arriva sul posto guidando la sua automobile, e successivamente i due vengono mostrati insieme in un locale semibuio. Nel frattempo altri giovani raggiungono la scena, e quindi due artisti iniziano a divertirsi e a ballare insieme a loro, di fronte a molte auro parcheggiate. Il video si concentra anche su alcuni dettagli semplici, come il riflesso della cantante nelle lenti di occhiali da sole Ray-Ban appoggiati e le labbra della cantante mentre esegue il pezzo per essere registrato. Il look di Aaliyah è molto simile a quello del video precedente, da "maschiaccio": bandana tra i capelli, Ray-Ban neri, maglie e pantaloni over-size.

## Tracce
CD maxi (USA)
1. At Your Best (You Are Love) (LP Mix) – 4:43
2. At Your Best (You Are Love) (Gangsta Child Remix) – 4:30
3. At Your Best (You Are Love) (Stepper's Ball Remix) – 3:05
4. Back & Forth (Ms. Mello Remix) – 3:50

12" maxi (USA)
1. At Your Best (You Are Love) (Gangstar Child Remix) – 4:30
2. At Your Best (You Are Love) (Stepper's Ball Remix) – 3:05
3. At Your Best (You Are Love) (LP Mix) – 4:43
4. At Your Best (You Are Love) (UK Flavour Stepper's Mix) – 4:55
5. At Your Best (You Are Love) (UK Flavour) – 4:57

12" maxi (UK)
1. At Your Best (You Are Love) (Gangstar Child Remix) – 4:30
2. At Your Best (You Are Love) (Stepper's Ball Remix) – 3:05
3. At Your Best (You Are Love) (Stepper's Ball Remix Instrumental) – 3:10
4. At Your Best (You Are Love) (LP Mix) – 4:43
5. At Your Best (You Are Love) (Gangstar Child Remix Instrumental) – 4:30

## Successo commerciale
Il singolo è riuscito a ripetere il successo del precedente singolo, arrivando alla posizione numero 2 della classifica R&B e alla posizione numero 6 della Hot 100. Il pezzo ha speso 20 settimane in entrambe le classifiche, ed è stato certificato disco d'oro dalla RIAA; in questo modo l'artista ha ottenuto due dischi d'oro da entrambi i primi due singoli della sua carriera musicale.
Nel Regno Unito invece il singolo ha raggiunto la posizione numero 27, quando Back & Forth era arrivato alla numero 16, mentre in Nuova Zelanda è stato il primo singolo della cantante ad entrare in top40, essendo arrivato al numero 39. Nella classifica olandese il singolo si è appena affacciato in top40, fermandosi proprio al numero 40.

## Classifiche
| Classifica (1994)         | Posizione massima |
| ------------------------- | ----------------- |
| Giappone                  | 4                 |
| Irlanda                   | 11                |
| Paesi Bassi               | 40                |
| Nuova Zelanda             | 39                |
| Regno Unito               | 27                |
| Stati Uniti               | 6                 |
| Stati Uniti (R&B/Hip-Hop) | 2                 |